# Damien Félix
Pour les articles homonymes, voir Félix.
Damien Félix est un auteur-compositeur-interprète et multi-instrumentiste français.

## Biographie

### Catfish (2012-2020)
Originaire du Haut-Jura, Damien Félix rencontre Amandine Guinchard au lycée et monte un groupe de rock avec trois autres musiciens. En 2012, le groupe Catfish devient un duo et propose un premier EP passé inaperçu. En 2013 sort l'EP blues rock Old Fellow à l'occasion de leur sélection aux Inouis du Printemps de Bourges,. Le duo joue de tous les instruments : Amandine (percussions, basse, clavier, chant) et Damien (chant, guitare, harmonica, percussions). Influencés par Robert Johnson, Skip James, The Kills, The Black Keys « les jurassiens au look américain nous livrent un rock gras, énergique et efficace » (La Grosse Radio).
En 2014 l'album rock Muddy Shivers séduit plus largement la presse et permet à Catfish de se produire sur la scène des grands festivals comme les Eurockéennes de Belfort, Paléo Festival Nyon, Brussels Summer Festival, en Amérique du sud et au Vietnam,. « Les chansons abordent les relations humaines et l’ambivalence des sentiments, habitées par une voix tantôt douce et mélancolique, tantôt passionnée et fiévreuse » (RTL2),.
En 2016 avec l'album Dohyô, le groupe s'ouvre à l'électro et au punk, et en 2019, l'EP Morning Room s'enrichit d'un clavier multifonction et de musiciens sur scène. « Ce petit bouquet de cinq titres homogènes a fleuri dans un jardin blues-rock, “comme une réminiscence des Doors” » (Rolling Stone). Catfish reçoit le Prix Cognac Passions 2019 qui a pour but de soutenir la scène française qui perpétue avec talent le blues et ses musiques tangentes, entre tradition et création.

### Bigger (depuis 2016)
En 2016, Damien Félix créé avec l'Irlandais Kevin Twomey (Monsieur Pink) le groupe Bigger. Un premier EP sort, Bones and Dust, puis trois musiciens rejoignent le groupe : Mike Prenat (guitare), Antoine Passard (batterie) et Benjamin Muller (clavier). En 2018, le deuxième EP Tightrope leur ouvre les portes des Transmusicales de Rennes, des Eurockéennes de Belfort et du Bataclan de Paris. Bigger présente « un univers sombre, mais lumineux, un savoureux mélange de grunge, britpop, rock, pop... » et « ils s’immiscent avec autant d’aisance dans la mélancolie et la noirceur de Nick Cave ou Anna Calvi que dans les arcs-en-ciel mélodiques des Beatles » (La Grosse Radio) avec la « voix tranchante, une vraie voix rock, celle de Kevin Twomey, venu de Dublin en Irlande »,.
En 2022 sort l'album Les Myosotis produit par Jim Spencer (New Order, Liam Gallagher) et enregistré en Allemagne et en Angleterre. Un album « élégant, parfois brutal, au service d'une pop alternative et d’un rock enrichi de sonorités orientales et de percussions latines » (Radio France),.

### Dead Chic (depuis 2022)

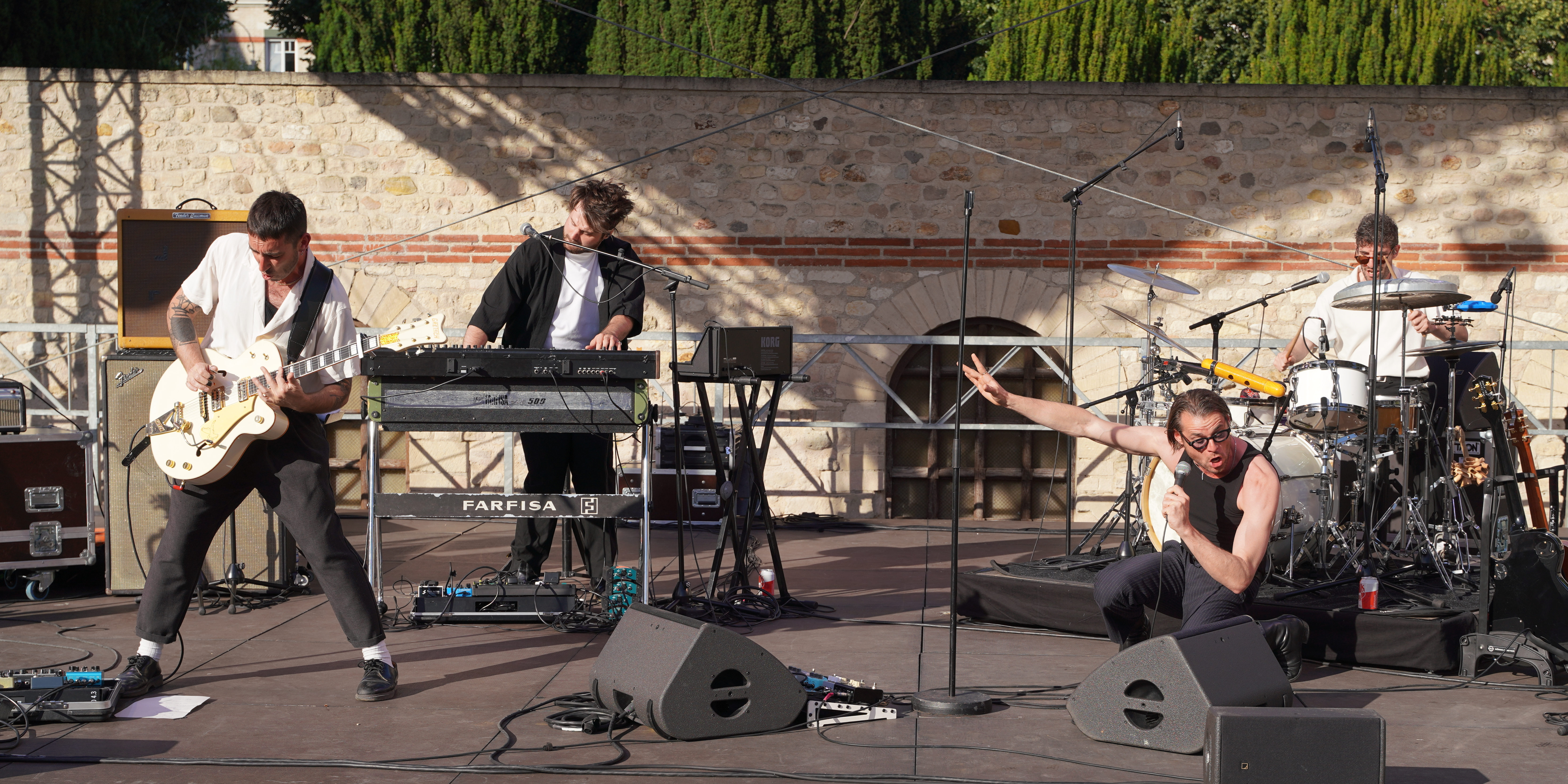
Avec Dead Chic en 2024 à Reims.

En 2022, il crée avec le britannique Andy Balcon (Heymoonshaker) le groupe Dead Chic et sort l'EP Bastion Session enregistré à Besançon dans un style heavy rock et soul. Les deux artistes s'associent avec Rémi Ferbus (batterie, chœurs) et Mathis Bouveret-Akengin (claviers, chœurs). En 2023 sort l'EP The Venus Ballroom puis en 2024 un premier album du même nom

## Discographie

### Catfish
- 2012 : Catfish (EP)
- 2013 : Old Fellow (EP)
- 2014 : Muddy Shivers
- 2016 : Dohyô
- 2019 : Morning Room (EP)

### Bigger
- 2016 : Bones and Dust (EP)
- 2018 : Tightrope (EP)
- 2022 : Les Myosotis

### Dead Chic
- 2022 : Bastion Session (EP)
- 2023 : The Venus Ballroom (EP)
- 2024 : The Venus Ballroom

### Collaboration
- 2019 : Monster avec Raizik

## Distinction
- Catfish : Prix Cognac Passions 2019